# Блу-Маунд (Канзас)
Блу-Маунд (англ. Blue Mound) — місто (англ. city) в США, в окрузі Лінн штату Канзас. Населення — 219 осіб (2020).

## Географія
Блу-Маунд розташований за координатами 38°5′22″ пн. ш. 95°0′36″ зх. д. / 38.08944° пн. ш. 95.01000° зх. д. (38.089357, -95.009926).  За даними Бюро перепису населення США в 2010 році місто мало площу 1,65 км², з яких 1,64 км² — суходіл та 0,00 км² — водойми.

## Демографія
Згідно з переписом 2010 року, у місті мешкало 275 осіб у 111 домогосподарстві у складі 75 родин. Густота населення становила 167 осіб/км².  Було 125 помешкань (76/км²).
Расовий склад населення:
| - 97,5 % — білих - 0,4 % — корінних американців - 0,4 % — чорних або афроамериканців |

До двох чи більше рас належало 1,8 %. Частка іспаномовних становила 0,0 % від усіх жителів.
За віковим діапазоном населення розподілялося таким чином: 25,1 % — особи молодші 18 років, 61,4 % — особи у віці 18—64 років, 13,5 % — особи у віці 65 років та старші. Медіана віку мешканця становила 38,1 року. На 100 осіб жіночої статі у місті припадало 102,2 чоловіків;  на 100 жінок у віці від 18 років та старших — 104,0 чоловіків також старших 18 років.
Середній дохід на одне домашнє господарство  становив 41 282 долари США (медіана — 31 979), а середній дохід на одну сім'ю — 52 274 долари (медіана — 46 667). За межею бідності перебувало 19,0 % осіб, у тому числі 14,8 % дітей у віці до 18 років та 12,8 % осіб у віці 65 років та старших.
Цивільне працевлаштоване населення становило 112 особи. Основні галузі зайнятості: будівництво — 15,2 %, виробництво — 13,4 %, освіта, охорона здоров'я та соціальна допомога — 12,5 %.